# Greifenhain (Drebkau)
Greifenhain, niedersorbisch Maliń, ist ein Ortsteil der Stadt Drebkau im Landkreis Spree-Neiße in Brandenburg. Bis zu seiner Eingemeindung am 31. Dezember 2001 war der Ort eine eigenständige Gemeinde, die vom Amt Drebkau (Niederlausitz) verwaltet wurde. Greifenhain zählt zum amtlichen Siedlungsgebiet der Sorben/Wenden.

## Lage
Greifenhain liegt in der Niederlausitz, etwa 17 Kilometer Luftlinie südwestlich der Stadt Cottbus. Umliegende Ortschaften sind Casel im Norden, Radensdorf im Osten, Domsdorf und Neupetershain-Nord im Südosten, die zur Gemeinde Neu-Seeland im Landkreis Oberspreewald-Lausitz gehörenden Ortsteile Ressen im Süden und Lubochow im Südwesten, der zur Stadt Altdöbern gehörende Ortsteil Pritzen im Westen sowie Göritz im Nordwesten.
Greifenhain liegt an der Landesstraße 522, die nach Welzow führt. Der Ort liegt mitten im Lausitzer Braunkohlerevier, östlich des ehemaligen, nach dem Ort benannten Braunkohletagebau Greifenhain, dem heutigen Altdöberner See. Zu Greifenhain gehört neben dem Gemeindeteil Radensdorf auch der Wohnplatz Kolonie Greifenhain.

## Geschichte
Das Straßenangerdorf Greifenhain wurde erstmals urkundlich in den Kirchenartikeln des Bistums Meißen aus dem Jahr 1346 unter dem Namen Greiffenhayn erwähnt. Der Ortsname ist laut Reinhard E. Fischer nicht auf das heraldische Symbol des Greifen zurückzuführen, sondern ist nach einem Mann mit dem Beinamen Greif benannt, möglicherweise ein ehemaliger Besitzer des Dorfes. Der sorbische Ortsname, Maliń, ist vom sorbischen Wort malina abgeleitet und bedeutet Himbeere.
Laut der Topographisch-statistischen Übersicht des Regierungsbezirks Frankfurt a. d. O. aus dem Jahr 1844 gab es in Greifenhain in diesem Jahr 71 Wohngebäude, der Ort hatte damals 375 Einwohner. Greifenhain verfügte über eine Windmühle und zwei Rittergüter. Im Jahr 1867 hatte Greifenhain 388 Einwohner in 70 Wohngebäuden, in diesem Jahr wurde zudem die südöstlich gelegene Kolonie erwähnt. Dazu kam neben der Windmühle noch eine Ziegelei.
Greifenhain hatte bis Ende des 19. Jahrhunderts auch einen sorbischsprachigen Bevölkerungsanteil. Arnošt Muka zählte für seine Statistik über die Lausitzer Sorben eine Einwohnerzahl von 407, davon waren 100 Einwohner Sorben (25 %). Danach ging der Anteil allerdings stark zurück, in der Statistik von Ernst Tschernik aus dem Jahr 1956 taucht der Ort gar nicht mehr auf.
Beim Wiener Kongress im Jahr 1815 wurden nach der Niederlage des Königreiches Sachsen Gebietsabtretungen an das Königreich Preußen beschlossen, die auch Greifenhain betrafen. Danach lag die Gemeinde im Landkreis Calau im Regierungsbezirk Frankfurt in der Provinz Brandenburg. Nach dem Ende des Zweiten Weltkrieges wurde Greifenhain Teil der Sowjetischen Besatzungszone und später der DDR. Bei der Kreisreform am 25. Juli 1952 kam die Gemeinde an den Kreis Cottbus-Land im Bezirk Cottbus. Am 1. Januar 1974 wurde Radensdorf nach Greifenhain eingemeindet. Nach der Wende wurde der Kreis Cottbus-Land in Landkreis Cottbus umbenannt. Im Zuge der Kreisreform Brandenburg 1993 kam die Gemeinde Greifenhain an den neu gegründeten Landkreis Spree-Neiße und wurde dort vom Amt Drebkau (Niederlausitz) verwaltet. Am 31. Dezember 2001 wurde die Gemeinde Greifenhain in die Stadt Drebkau eingemeindet und das Amt Drebkau (Niederlausitz) wurde aufgelöst.

## Denkmale
In der Denkmalliste des Landes Brandenburg ist für Greifenhain ein Baudenkmal ausgewiesen:
- Die evangelische Dorfkirche Greifenhain wurde im 13. und 14. Jahrhundert errichtet. Bei dem Gebäude handelt es sich um einen rechteckigen Feldsteinbau mit quadratischem Westturm, dieser ist im Stil des Barock verputzt. Das Obergeschoss des Turms ist oktogonal und mit Laterne und Spitzhelm erhöht. Innen verfügt die Kirche über Emporen im Süden und Westen. Der Kirchturm wurde in den Jahren 1994 und 1995 saniert.[8]

## Bevölkerungsentwicklung
| 1875 | 381 | 1939 | 307 | 1981 | 371 |
| 1890 | 351 | 1946 | 447 | 1985 | 352 |
| 1910 | 337 | 1950 | 508 | 1989 | 328 |
| 1925 | 321 | 1964 | 403 | 1995 | 328 |
| 1933 | 326 | 1971 | 341 | 2000 | 347 |

## Nachweise
1. ↑  Gemeinde- und Ortsteilverzeichnis des Landes Brandenburg. Landesvermessung und Geobasisinformation Brandenburg (LGB), abgerufen am 21. Oktober 2020.
2. ↑  Reinhard E. Fischer: Die Ortsnamen der Länder Brandenburg und Berlin: Alter - Herkunft - Bedeutung. be.bra Wissenschaft, 2005, S. 68.
3. ↑  Arnošt Muka: Serbski zemjepisny słowničk. Budyšin, 1927, S. 68 (Digitalisat).
4. ↑  Topographisch-statistische Übersicht des Regierungsbezirks Frankfurt a. d. O. 1844, S. 21 (bsb-muenchen.de).
5. ↑  Statistisches Bureau der Königlichen Regierung zu Frankfurt a. O.: Topographisch-statistisches Handbuch des Regierungs-Bezirks Frankfurt a. O. Verlag von Gustav Harnecker u. Co., Frankfurt a. d. O. 1867, Online bei Google Books, S. 25
6. ↑  Arnošt Muka: Statistika łužiskich Serbow. Wobličenje a wopisanje., Budyšin 1884–1886, Online, S. 126
7. ↑  Greifenhain im Geschichtlichen Ortsverzeichnis. Abgerufen am 23. Juni 2018.
8. ↑  Georg Dehio: Handbuch der Deutschen Kunstdenkmäler – Brandenburg. 2. Auflage. 2012, ISBN 978-3-422-03123-4, S. 408.
9. ↑  Historisches Gemeindeverzeichnis des Landes Brandenburg 1875 bis 2005. (PDF; 331 KB) Landkreis Spree-Neiße. Landesbetrieb für Datenverarbeitung und Statistik Land Brandenburg, Dezember 2006, abgerufen am 23. Juni 2018.